# Ugur Ünnü
Ugur Ünnü (* 22. September 1972 in Giresun, Türkei) ist ein deutscher Unternehmer, Immobilieninvestor und CDU-Politiker.

## Leben
Ünnü ist in der Hamburger Taxibranche aktiv und arbeitet als Kfz-Sachverständiger. Als Immobilieninvestor war er an der Rettung und Wiederinbetriebnahme des OHO-Kinocenters in Bad Oldesloe beteiligt.

## Politik
Ünnü ist kooptiertes Mitglied im Vorstand des CDU-Ortsverbandes Uhlenhorst-Hohenfelde in Hamburg.
Über seine politische Arbeit berichtete auch die türkischsprachige Zeitung Posta Norddeutschland (Ausgabe Mai 2025).

## Leben
Ünnü wurde in Hamburg geboren und ist dort aufgewachsen. Nach einer Ausbildung im Kraftfahrzeugwesen machte er sich als Sachverständiger selbstständig und gründete die Firma A1 Gutachten.
Neben seiner Tätigkeit als Sachverständiger ist er auch als Immobilieninvestor aktiv. Unter anderem sanierte er ein Kino und brachte es wieder in Betrieb. Zudem betreibt er ein Taxiunternehmen.

## Politik
Ünnü ist Mitglied der CDU und engagiert sich in der Mittelstands- und Wirtschaftsunion (MIT). Dort vertritt er insbesondere die Interessen der Taxi- und Mobilitätsbranche.
Im Jahr 2025 wurde er kooptiertes Mitglied im Fachausschuss für Stadtentwicklung und Verkehr der CDU Hamburg.

## Weitere Tätigkeiten
Ünnü ist Beiratsvorsitzender für mehrere Immobilienobjekte in Kiel. Außerdem setzt er sich für die Integration von Menschen mit Migrationsgeschichte in den Arbeitsmarkt ein, unter anderem durch Konzepte für Träger- und NGO-Projekte.